# Pohorje

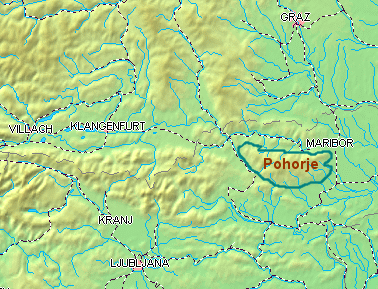
Localização de Pohorje

O Pohorje é uma maciço a Norte da Eslovénia próximo da cidade de Dravograd e Maribor. Principalmente constituída por rocha metamórfica faz parte, geologicamente, dos Alpes Orientais Centrais e embora esteja localizado a Sul do Rio Drava é geralmente associada aos Alpes Orientais-Sul.
A montanha mais elevada é a Rogla com 1.517 m.